# ¿Qué me faltó?
«¿Qué me faltó?» es una canción escrita e interpretada por el dúo estadounidense Ha*Ash. Se lanzó oficialmente junto a su vídeo oficial el 4 de enero de 2019 como el cuarto y hasta ahora el último sencillo de su quinto álbum de estudio 30 de febrero. La pista fue escrita por Ashley Grace, Hanna Nicole y José Luis Ortega.
Se presentó por primera vez en televisión el 6 de diciembre de 2018. La pista alcanzó la segunda posición de lo más escuchado en las radios nacionales de México, y alcanzó la certificación doble de platino en México.

## Antecedentes y composición
«¿Qué me faltó?» está considerada como una balada poderosa que expresa desamor en una relación. Al igual que en la mayoría de los sencillos del dúo la pista no tiene una portada oficial de presentación. Está compuesta por Hanna Nicole y Ashley Grace con la coautoría de José Luis Ortega integrante del dúo Río Roma.
Fue estrenada oficialmente junto a su vídeo oficial el día 4 de enero de 2019, sin embargo, en noviembre el tema ya comenzaba a sonar en las radios en México. “La canción trata sobre esa persona que veíamos como un príncipe azul, con el que estaríamos toda la vida, pero te das cuenta que la relación no funciona, y luego lo vez feliz con alguien más y te preguntas ¿Qué te faltó?”, explicó Ashley sobre la pista. Por otra parte, Hanna consideró el tema como una canción triste, detallando: “Esta es de desamor, es una canción triste. En este caso es una historia más dramática, porque ella ve que él ya estaba en otra relación. Básicamente es ese momento de duda de cuando terminas una relación, cuando te preguntas qué pude haber hecho mejor o qué no hice que debería haber hecho. Habla de ese momento vulnerable de cuando dices qué pude haber hecho y qué no".

## Recepción
«¿Qué me faltó?» alcanzó en México el segundo lugar de lo más escuchado en las radios mexicanas, medido a través del Monitor Latino. En agosto de 2019, alcanzó la certificación de oro en México. En abril de 2021, se certificó como disco de platino.

## Vídeo musical
Sin aviso previo, el día 4 de enero de 2019 pasada las tres de la mañana en horario de Estados Unidos, el dúo estrenó el vídeo de su cuarto sencillo «¿Qué me faltó?», El aviso por parte de las hermanas fue 15 horas después del estreno a través de sus redes sociales. Fue llevado a cabo bajo la dirección de Toño Tzinzun.
Hanna y Ashley decidieron que el vídeo oficial de la balada sea un documental de lo que ha sido su Gira 100 años contigo, hasta ahora, y con la que han recorrido: México, Estados Unidos, Latinoamérica y España. El clip muestra a las hermanas del dúo cantando en la playa de Oaxaca, México, y se muestran imágenes y vídeos de los momentos que han tenido en los diferentes países que visitaron durante la gira mencionada. Dentro de los recuerdos, están sus conciertos en el Auditorio Nacional y el Auditorio Citibanamex de México, su paso por España, y uno que otro recuerdo de sus conciertos en Sudamérica, como una de las colaboraciones con Melendi en el Luna Park de Argentina, y el dueto con Prince Royce durante la presentación que dio inicio a la gira del dúo en el Festival de Viña del Mar en Chile. A octubre de 2019, el vídeo cuenta con 42 millones de reproducciones.

## Presentaciones en vivo
La primera vez que el dúo presentó la canción en televisión fue en el programa de Paola Rojas, el 6 de diciembre de 2018 donde cantaron una versión corta del tema en vivo. El tema fue incluido en el setlist de la gira 100 años contigo que promociona el álbum 30 de febrero, inicialmente fue interpretada en una versión corta junto a un popurrí con las canciones «Todo no fue suficiente» y «Destino o casualidad». A partir de noviembre de 2018, la canción comenzó a ser cantada por el dúo con su duración original.

## Créditos y personal
Créditos adaptados de las notas del álbum.

### Grabación y gestión
- Grabado en Cutting Cane Studios (Davie, Florida, Estados Unidos)
- Masterizado en The Lodge
- Publicado por Sony Music Entertainment México, S.A. De C.V. en 2017.
- Administrado por Sony / ATV Discos Music Publishing LLC / Westwood Publishing

### Personal
- Ashley Grace: voz
- Hanna Nicole: voz, coproducción
- George Noriega: guitarra, producción, supervisión musical, ingeniería de grabación
- Matt Calderín: batería
- Pete Wallace: teclados
- Emily Lazar: ingeniería de masterización
- Adrián Morales: asistente de ingeniería
- Diego Contento: ingeniería de grabación
- Dave Clauss: ingeniería de mezcla
- Jean Rodríguez: dirección vocal, ingeniería vocal
- Pete Wallace: programación, ingeniería de grabación

## Posicionamiento en listas
| Listas (2019)                       | Mejor posición |
| ----------------------------------- | -------------- |
| México (Monitor Latino)             | 2              |
| México Top tocadas (Monitor Latino) | 8              |

| Listas (2019)                       | Mejor posición |
| ----------------------------------- | -------------- |
| Costa Rica (Monitor Latino)         | 13             |
| México (Monitor Latino)             | 38             |
| México Top tocadas (Monitor Latino) | 49             |

## Certificaciones
| País (organismo certificador) | Certificación | Unidades certificadas |
| ----------------------------- | ------------- | --------------------- |
| México (AMPROFON)             | 2x Platino    | 120 000               |